# Gherghița
Gherghița – wieś w Rumunii, w okręgu Prahova, w gminie Gherghița. W 2011 roku liczyła 887 mieszkańców.